# 白俄罗斯国旗

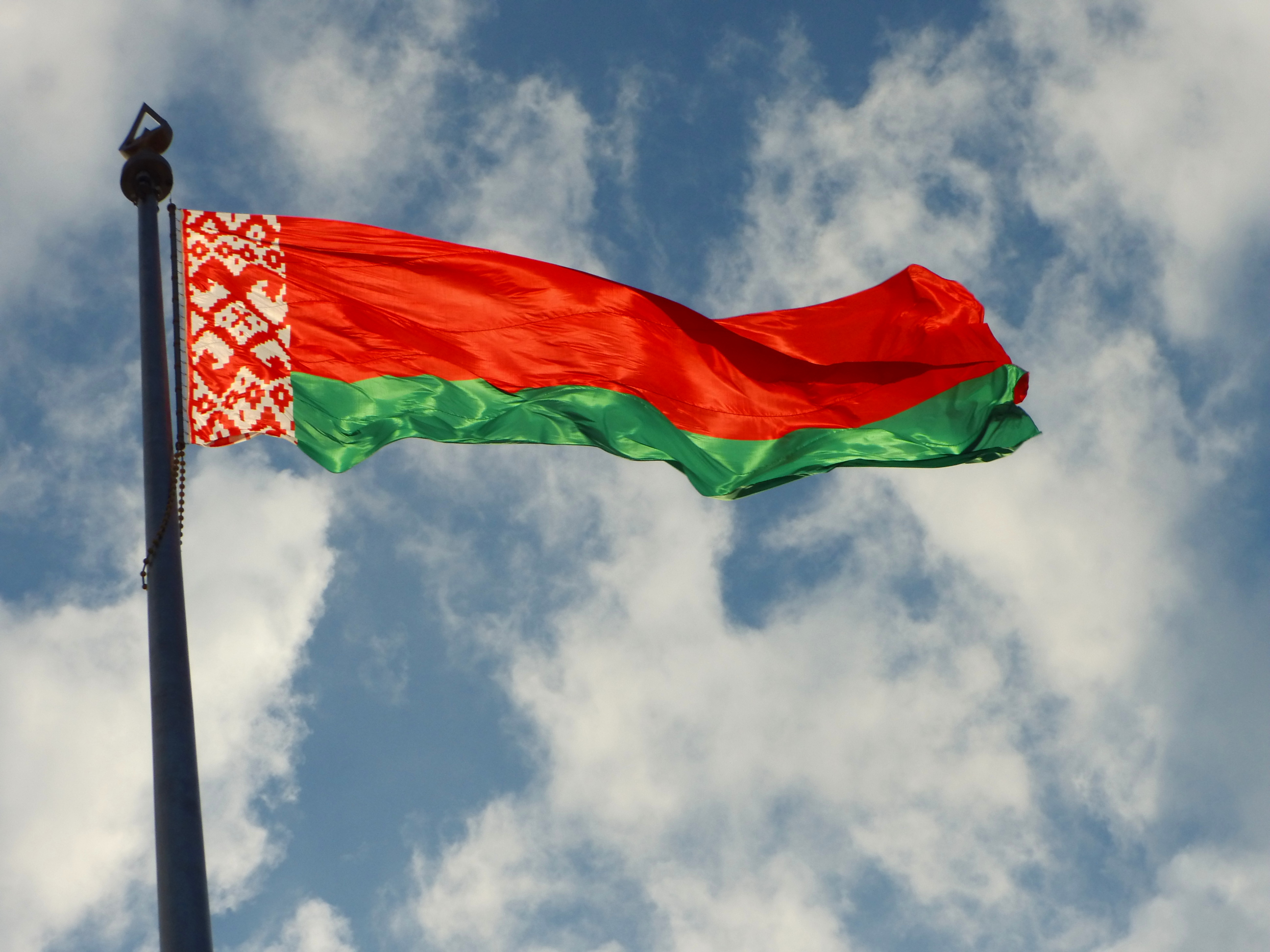
飘扬的白俄罗斯国旗

白俄羅斯共和國的國旗（羅馬化：Stsyah Byelarusi），最初制定於1995年6月7日，2012年2月10日对国旗左侧的白俄罗斯民族特色装饰条纹图案作出修改。
白俄羅斯於1991年自蘇聯獨立後，曾一度重新起用白俄羅斯人民共和國的白紅白旗。直到1995年親俄的強人總統亞歷山大·盧卡申科上台後，對白俄羅斯蘇維埃社會主義共和國國旗稍作修改（移除苏联共產主義象徵金色镰刀锤子及金邊红色五角星图案）後即將其立法通過成為正式新國旗。
在2020年白俄羅斯示威中，白俄羅斯反對派協調委員會廣泛採用白紅白旗作為反抗象徵，與總統盧卡申科政府使用的現在國旗對立。

## 设计
- 在1995年6月7日的第214號總統令中交代了國旗的基本設計。國旗是一塊長方形的布，由兩條橫條紋。上的橫條紋是紅色，下的橫條紋是綠色。紅色的橫條紋佔旗寬度的三分之二，而綠色的橫條紋佔旗寬度的三分之一。垂直紅白色的白俄羅斯花紋裝飾圖案佔長度的九分之一，且靠着旗桿。長和寬的比是二比一。[1]

- 這旗和白俄羅斯蘇維埃社會主義共和國的旗沒有顯著不同，只是加減了錘子與鐮刀和紅星，把花紋中紅色白色翻轉。[3]白俄羅斯並沒有官方文件說明旗中顏色的含義，而總統盧卡申科則解釋紅色是指自由和國家的祖先犧牲，而綠色是指生命。 [4]

### 颜色
- 國旗的顏色根據「STB 911-2008：白俄羅斯共和國國旗」監管且列出CIE 標準光源（英语：Standard illuminant） D65。[2]

| 颜色 | 颜色坐標      | 颜色坐標      | Y10        |
| 颜色 | x10           | y10           | Y10        |
| ---- | ------------- | ------------- | ---------- |
| 紅色 | 0.553 ± 0.010 | 0.318 ± 0.010 | 14.8 ± 1.0 |
| 綠色 | 0.297 ± 0.010 | 0.481 ± 0.010 | 29.6 ± 1.0 |

| 顏色標準     | 紅        | 綠       | 白          |
| ------------ | --------- | -------- | ----------- |
| Pantone      | 1795      | 355C     |             |
| 網頁顏色標準 | #D22730   | #009739  | #FFFFFF     |
| RGB          | 210-39-48 | 0-151-57 | 255-255-255 |

### 含义解释

#### 颜色
紅色是古代白俄罗斯军队击败十字军凯旋的代表颜色，也是在苏德战争中反抗德國赢得解放的苏联红军与白俄罗斯游击队旗帜的颜色，象徵光榮的過去。綠色代表占白俄罗斯国土面积1/3的森林與田地，也象徵春天、欣欣向榮的大地與未來的希望。而盧卡申科總統指紅色是指自由和國家的祖先犧牲，而綠色是指生命。

#### 垂直条纹

位于旗帜左侧的装饰条纹

由1917年Matrena Markevich设计的一条装饰条纹被放置在白俄罗斯国旗的最左端。这一图案为在白俄罗斯常见的传统装饰，通常出现在传统的Rushnik织物上。Rushnik是白俄罗斯正式场合常见的一种织物毛巾，在面包和盐等仪式上用到。在国旗上，这一图案象征着传统文化以及白俄罗斯人的团结。

## 歷代國旗
| 國旗 | 國家                                | 使用年份   |
| ---- | ----------------------------------- | ---------- |
|      | 白俄罗斯人民共和国                  | 1918–1919  |
|      | 立陶宛-白俄羅斯蘇維埃社會主義共和國 | 1919前     |
|      | 白俄罗斯人民共和国                  | 1919-1925  |
|      | 白俄羅斯苏维埃社会主义共和国        | 1919-1927  |
|      | 白俄罗斯苏维埃社会主义共和国        | 1927-1937  |
|      | 白俄羅斯蘇維埃社會主義共和國        | 1937-1951  |
|      | 白俄羅斯蘇維埃社會主義共和國        | 1951-1991  |
|      | 白俄羅斯蘇維埃社會主義共和國        | 1991       |
|      | 白俄羅斯共和國                      | 1991－1995 |
|      | 白俄罗斯共和国                      | 1995－2012 |
|      | 白俄罗斯共和国                      | 2012-      |

### 國旗变迁時間軸
|           |      |           |           |           |           |           |           |       |
| 1918–1919 | 1919 | 1919–1927 | 1927–1937 | 1937–1951 | 1951–1991 | 1991–1995 | 1995–2012 | 2012- |

## 其他旗帜

### 建议旗帜
- 卢卡申科总统提出的旗帜
- 提议类似阿塞拜疆国旗的旗帜
- 1992年白俄罗斯全民公投提出的旗帜
- 白俄罗斯人民共和国流亡政府旗

### 其他政府旗帜
- 白俄罗斯共和国总统旗
- 舊版白俄罗斯共和国总统旗（1997年—2012年）
- 白俄罗斯边防国家委员会的主席旗
- 白俄罗斯国境守卫旗

### 其他民族主义者使用的旗帜
- 利普卡韃靼人使用一面白红白旗，有月牙和五角星的旗帜。
- 20世纪90年代初，该变体以非官方形式使用。[7]

### 标准制式旗帜
- 白俄罗斯共和国国旗，标准化
- 白俄罗斯共和国国旗，3:2的样式
- 白俄罗斯共和国国旗，3:2的样式
- 白俄罗斯共和国国旗，2012年启用的样式
- 白俄罗斯人民共和国使用的旗帜，3:2的样式
- 白俄罗斯国旗；竖版国旗

## 其他相似旗帜
| 旗帜 | 启用时间       | 使用           | 描述 |
| ---- | -------------- | -------------- | --- |
|      | 2000年7月25日  | 德涅斯特河沿岸 | 德涅斯特河沿岸国旗，红底，中间为绿色条纹，左上角有锤子和镰刀与镂空五角星。 |
|      | 1991年11月29日 | 鞑靼斯坦共和国 | 鞑靼斯坦共和国国旗由乌利·泰维勒设计。绿色是伊斯兰的象征色，代表鞑靼人；红色代表俄罗斯人。绿色和红色中间的白色线条代表鞑靼人和俄罗斯人之间的和平。                                       |
|      | 2004年6月22日  | 车臣共和国     | 车臣共和国国旗长宽比例为2:3。国旗自上而下为绿、白、红三色条纹。其中绿色代表伊斯兰教。旗杆一侧为白色，并饰有车臣当地的装饰图案。                                                         |
|      | 1973年9月24日  |                | 幾內亞比紹國旗启用于1973年9月24日，即该国脱离葡萄牙殖民统治之日。该旗帜纵横比例为1：2，由泛非颜色组成：左侧竖条为红色、右上横条为黄色、右下横条为绿色，一颗黑色五角星置于红色竖条中央。 |
|      | 1959年11月16日 |                | 貝寧國旗是一面泛非颜色旗帜。 |
|      | 1971年12月2日  | 阿联酋         | 是一面由红 （在左）、绿、白、黑 （三者在右成横条）四色组成的泛阿拉伯颜色旗帜。 |

## 外部連結
- （英文）白俄罗斯共和国总统网站 State Symbols of the Republic of Belarus （页面存档备份，存于）